# Виртон (Западна Вирџинија)
Виртн (енгл. Weirton) град је у америчкој савезној држави Западна Вирџинија.

## Демографија
По попису из 2010. године број становника је 19.746, што је 665 (-3,3%) становника мање него 2000. године.
| Група             | 2000.          | 2010.          |
| Белци             | 19.199 (94,1%) | 18.356 (93,0%) |
| Афроамериканци    | 787 (3,9%)     | 770 (3,9%)     |
| Азијати           | 120 (0,6%)     | 100 (0,5%)     |
| Хиспаноамериканци | 138 (0,7%)     | 197 (1,0%)     |
| Укупно            | 20.411         | 19.746         |